# Distrito electoral local 14 de la Ciudad de México
El XIV Distrito Electoral Local de Ciudad de México es uno de los 33 distritos electorales locales en los que se encuentra dividido el territorio de Ciudad de México. Su cabecera es la alcaldía Tlalpan.

## Ubicación
Está formado por el noroeste de la alcaldía Tlalpan. Limita al norte con el distrito XXIII de Álvaro Obregón y el distrito XXVI de Coyoacán, al sur con el distrito XIX, al este con el distrito XVI, ambos en Tlalpan y al oeste con el distrito XXXIII de La Magdalena Contreras.

## Congreso de la Ciudad de México (desde 2018)
| Diputado               | Grupo parlamentario | Legislatura | Periodo     |
| ---------------------- | ------------------- | ----------- | ----------- |
| Carlos Hernández Mirón |                     | I II        | 2018 - 2024 |
| Xóchitl Bravo Espinosa | III                 | 2024 -      |             |

## Resultados electorales

### 2021
|  | 39.3053 % |

|  | 2.2741 % |

|  | 12.4615 % |

|  | 24.3950 % |

|  | 6.7461 % |

|  | 0.9341 % |

|  | 1.2655 % |

|  | 0.4738 % |

|  | 2.4267 % |

|  | 2.2894 % |

|  | 0.1532 % |

|  | 3.7043 % |

|  | 100.00 % |